# Abierto Mexicano Telcel 2010
Abierto Mexicano Telcel 2010 — тенісний турнір, що проходив на відкритих кортах з ґрунтовим покриттям Fairmont Acapulco Princess в Акапулько (Мексика). Це був 17-й за ліком Abierto Mexicano TELCEL серед чоловіків і 10-й - серед жінок. Належав до категорії 500 у рамках Туру ATP 2010, а також до категорії International в рамках Туру WTA 2010. Тривав з 22 до 27 лютого 2010 року.

## Учасники

### Сіяні учасники
| Спортсмен           | Країна                  | Рейтинг* | Сіяний |
| ------------------- | ----------------------- | -------- | ------ |
| Фернандо Вердаско   | Іспанія                 | 11       | 1      |
| Фернандо Гонсалес   | Чилі                    | 12       | 2      |
| Давид Феррер        | Іспанія                 | 19       | 3      |
| Хуан Карлос Ферреро | Іспанія                 | 22       | 4      |
| Джон Ізнер          | Сполучені Штати Америки | 25       | 5      |
| Ніколас Альмагро    | Іспанія                 | 26       | 6      |
| Хуан Монако         | Аргентина               | 27       | 7      |
| Альберт Монтаньєс   | Іспанія                 | 30       | 8      |

- Рейтинг подано станом на 15 лютого 2010 року.

### Інші учасники
Нижче наведено учасників, які отримали вайлд-кард на участь в основній сітці:
- Сантьяго Гонсалес
- Карлос Моя
- Фернандо Вердаско

Нижче наведено гравців, які пробились в основну сітку через стадію кваліфікації:
- Віктор Крівой
- Дієго Хункейра
- Альберто Мартін
- Едуардо Шванк

## Учасниці

### Сіяні учасниці
| Спортсменка          | Країна                  | Рейтинг* | Сіяна |
| -------------------- | ----------------------- | -------- | ----- |
| Вінус Вільямс        | Сполучені Штати Америки | 5        | 1     |
| Агнеш Савай          | Угорщина                | 32       | 2     |
| Хісела Дулко         | Аргентина               | 35       | 3     |
| Сорана Кирстя        | Румунія                 | 40       | 4     |
| Карла Суарес Наварро | Іспанія                 | 46       | 5     |
| Сара Еррані          | Італія                  | 49       | 6     |
| Роберта Вінчі        | Італія                  | 57       | 7     |
| Полона Герцог        | Словенія                | 59       | 8     |

- Рейтинг подано станом на 15 лютого 2010.

### Інші учасниці
Нижче наведено учасниць, які отримали вайлд-кард на участь в основній сітці:
- Сорана Кирстя
- Заріна Діяс
- Алехандра Гранільо

Нижче наведено гравчинь, які пробились в основну сітку через стадію кваліфікації:
- Грета Арн
- Каталіна Кастаньйо
- Луціє Градецька
- Лаура Поус-Тіо

## Переможці та фіналісти

### Чоловіки. Одиночний розряд
Давид Феррер —  Хуан Карлос Ферреро, 6–3, 3–6, 6–1
- Для Феррера це був перший титул за сезон і 8-й - за кар'єру.

### Одиночний розряд. Жінки
Вінус Вільямс —  Полона Герцог, 2–6, 6–2, 6–3
- Для Вінус це був другий титул за сезон і 43-й - за кар'єру. Це була її друга перемога на цьому турнірі (перша була 2009 року).

### Парний розряд. Чоловіки
Лукаш Кубот /  Олівер Марах —  Фабіо Фоніні /  Потіто Стараче, 6–0, 6–0

### Парний розряд. Жінки
Полона Герцог /  Барбора Стрицова —  Сара Еррані /  Роберта Вінчі, 2–6, 6–1, [10–2]